# Džičeng
Dži ali Džičeng  je bilo starodavno mesto na severu Kitajske, ki je postalo najdlje neprekinjeno naseljen del sodobnega Pekinga. Prva zgodovinska omemba Džija sega v čas ustanovitve dinastije Džov okoli leta 1045 pr. n. št. Arheološke najdbe v jugozahodnem Pekingu, kjer naj bi se nahajal Dži, so iz obdobje pomladi in jeseni (771–476 pr. n. št.). Mesto Dži je do združitve Kitajske pod dinastijo Čin  leta 221 pr. n. št. služilo kot prestolnica starodavnih držav Dži in Jan. Kasneje je bil v dinastiji Han, Treh kraljestvih, dinastiji Zahodni Džin, Šestnajstih kraljestvih, Severnih dinastijah in dinastiji Sui glavno mesto prefekture Joudžov. Z ustanovitvijo Jidžova (见州) pod dinastijo Tang je mesto Dži dobilo ime Joudžov. Joudžov je bila ena od šestnajstih prefektur, ki so bile v obdobju petih dinastij in desetih držav prepuščene Kitanom. Mesto je nato postalo južna prestolnica dinastije Ljao in nato glavna prestolnica dinastije Džin (1115–1234). V 13. stoletju je Kublajkan severno od Džija zgradil novo prestolnico za dinastijo Juan. Staro mesto Dži je postalo predmestje Daduja. V  dinastiji Ming je staro in novo mesto združilo skupno pekinško mestno obzidje. 

## Predcesarska zgodovina
Mestno državo Dži je v dinastiji Šang naselilo pleme Rumenega cesarja. Dži je postala ena od ustanovnih vazalnih držav dinastije Džov. Po Zapisih velikega zgodovinarja Sima Čjana je kralj Vu iz Džova v enajstem letu svojega vladanja odstavil kralja Džova iz Šanga in podelil naslove plemičem v svoji domeni, vključno z vladarjema mestnih držav Dži in Jan. Po Knjigi obredov je bil kralj Vu iz Džova po zmagi v bitki nad Šangom tako vnet za vzpostavitev svoje legitimnosti, da je, še preden je sestopil s svojega voza, imenoval potomce Rumenega cesarja za vladarje države Dži. Enajsto leto vladavine kralja Vuja iz Džova je približno leto 1045 pr. n. št. Pekinška občinska vlada šteje leto 1045 pr. n. št. kot prvo leto zgodovine mesta.
Neznano kdaj v pozni dinastiji Zahodni Džov ali zgodnji dinastiji Vzhodni Džov je Dži osvojila sosednja država Jan in  mesto izbrala za svojo prestolnico. Država Jan je v obdobju vojskujočih se držav (476–221 pr. n. št.) postala ena od sedmih najmočnejših držav na Kitajskem. Vladarji Jana so zgradili več prestolnic in selili svoj sedež, odvisno od groženj  nomadskih plemen s severa in sosednjih kraljestev z juga. Dži so zgodovinarji imenovali Šangdu (上都) ali "zgornja prestolnica". Druge prestolnice Jana so bile: mesto Liulihe v južnem okrožju Fangšan v Pekingu (do padca Džija), Lindži (临易) v današnjih okrožjih Rongčeng in Šjong v provinci Hebej, kamor se je sedež Jana preselil leta 690. pr. n. št., starodavno mesto Doudjan v Ljangšjangu v okrožju Fangšan, znano kot Džongdu (中都) ali "srednja prestolnica", in Šjadu (下都) ali "spodnja prestolnica", večje naselje v provinci Hebej, zgrajeno v 300. letih pr. n. št.  V času, ko je država Čin napadla Jan (226 pr. n. št.), je bila prestolnica Jana spet v Džiju.
Mesto Dži naj bi se nahajalo v jugozahodnem delu današnjega urbanega Pekinga, južno od mesta Guanganmen v okrožjih Šičeng in Fengtaj. Zgodovinska poročila omenjajo hrib Dži severozahodno od mesta, kar bi ustrezalo veliki gomili približno 4 km severno od Guanganmena. Južno in zahodno od Guanganmena so arheologi odkrili ostanke naselja, zgrajenega leta 400 pr. n. št. ali prej. Leta 1956 so med gradnjo mostu čez reko Jongding odkrili 151 starodavnih vodnjakov iz obdobja pomladi in jeseni, obdobja vojskujočih se držav in dinastije Han. Leta 1957 so južno od mesta Guanganmen našli ploščad iz nabite zemlje in ploščice,  ki so se uporabljale za gradnjo palače. Od takrat je bilo odkritih še več vodnjakov in ploščic, vodnjakov največ južno od Šuanvumena in Hepingmena. Ostankov mestnega obzidja iz dinastije Džov, ki so jih v drugih štirih prestolnicah našli, v Džičengu še niso odkrili. Leta 1974 so izkopavanja okoli opatije Belo oblak odkrila ostanke mestnega obzidja in tri grobnice, mlajše od obzidja. Omeniti je treba, da so bile druge štiri prestolnice pokopane pod kmetijskimi zemljišči,  območje Guanganmena pa je  gosto poseljen del urbanega Pekinga, kar povzroča velike težave pri odkrivanju ruševin Džina. Leta 2008 so mestne oblasti v Pekingu napovedale, da bodo vse projekte urbane prenove v južnem Pekingu spremljale predhodne arheološke raziskave.

## Zgodnje cesarsko obdobje

### Dinastija Čin
Leta 226 pr. n. št. je general Čina Vang Džjan  osvojil Dži, pet let kasneje pa je prvi kitajski cesar Čin Ši Huang združil Kitajsko v celovito cesarstvo. Država je bila organizirana v 48 poveljstev. Dži je bil glavno mesto poveljstva Guangjang. Da bi vojskujočim se državam preprečil obnovitev moči, je cesar ukazal uničiti obzidja starih prestolnic. Obzidje Džija je bilo porušeno leta 215 pr. n. št., a pozneje ponovno zgrajeno. Čin je odstranil tudi obrambne ovire med vojskujočimi se državami, vključno z južnim zidom Jana, ki je ločeval Pekinško nižino od Centralne nižine, in zgradil državno cestno omrežje. Dži je bi stičišče cest, ki so povezovale osrednjo nižino z Mongolijo in Mandžurijo. Cesar je leta 215 pr. n. št. dal zgraditi veliki zid Čina severno od Džija in utrditi prelaz Džujong. Moške iz vse države je vpoklical v vojsko in jih razporedil v trdnjave severno od Džija. Leta 209 pr. n. št.  se je skupina nabornikov uprla in bila obsojena na smrt. Upor se je razširil na Dži, kjer je Han Guang oživil kraljestvo Jan. Uporniki so Leta 209 pr. n. št. osvojili prestolnico in državo razdelili na osemnajst kneževin.

### Dinastija Han
Ko je dvor dinastije Han začel odstranjevati nekdanje podpornike Šjang Juja, se je Dzang Tu prestrašil in uprl. Liu Bang je kot cesar Gaodzu osebno vodil kampanjo proti Dzang Tuju v Džiju. Dzang Tu je bil leta 206 pr. n. št. poražen in ubit. Cesar Gaodzu je za kneza Jana imenoval svojega prijatelja iz otroštva Lu Vana. Leta 195 pr. n. št. je postal do njega nezaupljiv in napadel Dži. Lu Van je pobegnil k Šjongnuju v stepe. Da bi okrepil nadzor nad regijo, je cesar Gaodzu za kneza Jana imenoval svojega sina Liu Džjana. Po Liu Džjanovi smrti leta 181 pr. n. št. je cesarjeva vdova Lu Dži za kneza Jana imenovala svojega nečaka Lu Tonga. Ko se je regentstvo cesarice Lu Dži leta 179 pr. n. št. končalo, je knez Jana postal Liu Dze. Njegova družina je vladala tri generacije.
Leta 117 pr. n. št. je cesar Vu iz Hana imenoval svojega sina Liu Dana za princa Jana. Vladal je 38 let. 
Leta 106 pr. n. št. je cesar Vu reorganiziral dinastijo Zahodni Han v 13 prefektur v velikosti province, vsako pa je upravljal ciši (刺史) ali inšpektor. Dži je bil  sedež prefekture Joudžov, ki je imela v obdobju vojskujočih se držav približno enako ozemlje kot prejšnja država Jan. Joudžov je bil sestavljen iz poveljstev  Šanggu, Džuo, Guangjang, Bohai, Jujang, Bejping, Ljaoši, Ljaodong, Šuantu in Lelang. Po smrti cesarja Vuja  je na oblast poskušal priti Liu Dan s pomočjo cesarice Gajčang. Ko je bila zarota odkrita, je bil Liu Dan leta 80 pr. n. št. prisiljen storiti samomor, kneževina Jan pa je bila spremenjena v poveljstvo Guangjang. Leta 73 pr. n. št. je bil za kneza Guangjanga imenovan Liu Džjanov sin Liu Džjan in poveljstvo Guangjang je postalo kneževina Guangjang. Liu Džjanova grobnica je zdaj mavzolej dinastije Zahodni Han Dabaotaj v okrožju Fengtaj v Pekingu. Ko je prestol Hana zasedel Vang Mang, je bil njegov vnuk Liu Džja izgnan iz kneževine. Med Vang Mangovo vladavino je kneževina Guangjang postala kneževina Guangjou.[
Med dinastijo Vzhodni Han je bil Joudžov ena od 12 prefektur z ducat podrejenih poveljstev, vključno s poveljstvom Guangjang. Leta 24 n.  št. je Liu Šju preselil sedež prefekture Joudžov iz okrožja Dži v današnjem Tjandžinu v mesto Dži. Leta 96 n. št. je mesto Dži služilo kot sedež poveljstev Guangjang in Joudžovu.

### Vej, Džin in Severne dinastije
V obdobju treh kraljestev je kraljestvo Vej obsegalo deset prefektur dinastije Han, vključno z Joudžujem in njegovo prestolnico Dži. Kraljestvo Vej je reorganiziralo in decentraliziralo upravljanje poveljstev in poveljstvo Guangjang je postalo država Jan (燕国), ki je imela štiri okraje: Dži, Čangping, Džundu in Guangjang. Upravljala se je iz Džija. 
Dvor Veja je v Joudžovu ustanovil urade za urejanje odnosov z Vuhuanom in Šjanbeijem. Za pomoč pri zdrževanju vojske v garniziji v Joudžovu je guverner leta 250 n. št. zgradil  namakalni sistem Lilingjan, ki je zelo povečal kmetijsko proizvodnjo v ravninah okoli Džija.
V dinastiji Zahodni Džin (晋), je bil Dži degradiran na sedež okrožja. Glavno mesto province se je preselilo v sosednje okrožje Džuo v današnji provinci Hebej. V zgodnjem 4. stoletju so dinastijo Zahodni Džin strmoglavila stepska ljudstva, ki so se naselila v severni Kitajski in ustanovila vrsto večinoma kratkotrajnih kraljestev. V obdobju tako imenovanih šestnajstih kraljestev so mesto Dži zaporedoma nadzirale Dži, Džao, Zgodnji Jan in Pozni Jan. 
Leta 319 n. št. je Ši Le, ustanovitelj poznejšega kraljestva Džao, ujel poglavarja Šjanbeija, ki je bil uradno zvest dinastiji Džin. Leta 349 je oblast prevzel  general Hana Ran Min in državo leta 350  preimenoval v Ran Vej. Še preden mu je uspelo zavzeti Dži, je mesto zavzel princ Murong Džun iz Mandžurije. Murong Džun je nato premagal Ran Mina in Ran Vej je ugasnil. Leta 352 se je Murong Džun razglasil za cesarja in mesto naredil za prestolnico Zgodnjega Jana. Pe let kasneje je prestolnico preselil v  Ju v južnem Habeju.
Leta 369–370 je Zgodnji Čin pod vodstvom Fu Džjana premagal Zgodnji Jan in za kratek čas združil severno Kitajsko. Po porazu v bitki pri Fejšuju leta 383 sta se Poznajši Jan in severni Vej odcepila in oblast Zgodnjega Čina je razpadla.  Leta 385 je oblast v Džinu prevzel Severni Jan. Okoli leta 398 se je nekdanji guverner Gao Hu predal severnemu Veju, ki ga je vodil klan Tuoba iz Šjanbeja, ki je ustanovil prvo od Severnih dinastij. Dži je postal glavno mesto prefekture Joudžov in tak ostal skozi preostale Severne dinastije, Vzhodni Vej, Severni Či in Severni Džov. 

### Dinastiji Sui in Tang
Med vladavino dinastije Sui je Jovdžov postal Džuodžun ali "poveljstvo Džuo" z glavnim mestom Dži. Cesar Jang iz Suija je mobiliziral več kot milijon moških in žensk za zgradnjo Velikega kanala do Džuojuna, da bi po njem lahko prepeljal ljudi in potrebščine za svoje akcije proti Gogurjeu. Izven mesta Dži je bila leta 609 zgrajena palača Linšuo za namestitev cesarja med njegovimi potovanji ter pohodi v Korejo. Brutalna vladavina cesarja Janga je povzročila upore proti dinastiji Sui. Eden od uporov, ki ga je vodil Dou Džjande, se je dvignil iz Džuodžuna in leta 620 oblegal Dži. Upornike je premagal Suijev general Luo Ji, ki se je kasneje pridružil Li Juanovi vstaji proti Suiju. Li Juan je ustanovil dinastijo Tang. 
Med dinastijo Tang (618–907 n. š.) in pozneje dinastijo Džin (936–947 n. š.) je bil Fanjang pomembna vojaška garnizija in trgovsko središče. Severno od mesta je ležala vojaška krajina Jingdžov (营州) z Dadžovom (代州) na zahodu.
Dinastija Tang je zmanjšala velikost prefekture kot upravne enote in province reorganizirala v poveljstva. Džuodžun se je preimenoval nazaj v Jovdžov in postal ena od več kot 300 prefektur Tanga. Z ustanovitvijo ločene prefekture, imenovane Džidžov (蓟州) v današnjem Tiandžinu leta 730, je bilo ime Dži presajeno iz Pekinga v Tiandžin, kjer okrožje Dži (蓟县) obstaja še danes. V Pekingu je mesto Dži postopoma postalo znano kot Jovdžov. 
Sedež vlade Jovdžova je ostal na istem mestu, vendar je dobil nekoliko drugačna imena. Leta 616 se je imenoval Jovdžov Dzongguanfu (幽州总管府), leta 622 Jovdžov Dadzongguanfu (幽州大总管府), leta 624 Jovdžov Dadudufu (幽州大都督府) in leta 626 Jovdžov Dudufu (幽州都督府). 
Leta 645 je cesar Tanga Taidzong sprožil drugo vojno proti Gogurjeu, pri čemer je Dži uporabil kot bazo prednje operativne cone. V spomin na mrtve v vojni je v zahodnem predmestju zgradil tempelj Fajuan.
Od leta 710 je vodja vlade v Jovdžovu postal džieduši, regionalni vojaški poveljnik. Leta 742 se je Jovdžov preimenoval v Poveljstvo Fanjang (范阳郡). Leta 759 se je med An Šijevim uporom Ši Siming v Fanjangu za cesarja Velike dinastije Jan razglasil Ši Siming.  Fanjang je preimenoval v Jandžing (燕京) ali "prestolnica Jana". Po zadušitvi upora je sedež vlade postal Lulong Dudufu (幽州卢龙都督府).

### Dinastija Liao
Pod dinastijo Liao (907–1125) se je mesto preimenovalo v Nandžing (南京) in bilo južno glavno mesto Liaa. Imenovali so ga tudi Jandžing. V naslednji dinastiji Džin (1115–1234) se je mesto imenovalo Džongdu (中都) in bilo osrednja prestolnica Džina. Potem ko so mesto zavzeli Mongoli, se je preimenovalo v Jandžing. Potem ko so ga Mongoli uničili, je bilo poleg nekdanje prestolnice Džin, ki je bila prestolnica dinastije Juan (1279–1368), zgrajeno novo mesto, imenovano Dadu.

## Sodobni pomen
Leta 2002 je takratna vlada okrožja Šuanvu postavila spominski steber v parku Binhe ob zahodni 2. obvoznici južno od templja Tjanning, da bi označila lokacijo Džičenga in poudarila njegov pomen za zgodovino Pekinga.  Leta 2009 je Pekinška uprava za kulturno dediščino določila študijo in odkritje Džija iz obdobja Zahodnega Džova, obdobja  pomladi in jeseni in obdobja vojskujočih se držav, Čina in Hana in Han za prednostno nalogo pri arheoloških raziskavah v mestu.

## Vir
- BTVU, 中国历史与文化, 北京广播电视大学 (Beijing Radio Television University), arhivirano iz prvotnega spletišča dne 8. decembra 2015